# Comida china de Mexicali
La comida china forma parte de la gastronomía del Estado de Baja California, especialmente de uno de sus siete municipios, La capital que es Mexicali. Esta es considerada como la comida más popular de esta ciudad, que, a pesar de ser mexicana, cuenta con más de 200 restaurantes en los que se sirve este tipo de comida. La fusión entre la cultura china y la mexicalense ha resultado en un estilo de comida china característica de esta región, que se ha adaptado a los gustos de los mexicanos para proporcionar platillos con sabores únicos, mezclando ingredientes tradicionales de ambas nacionalidades.

## Historia
La comida china de Mexicali es proveniente originalmente de la cultura oriental, que fue introducida a este municipio por chinos. Ellos aportaron un estilo culinario distinto al de esta región mexicana al ofrecer platillos procedentes de su lugar de origen. Por lo tanto, los orígenes de la comida china resultan de la migración china al Estado de Baja California. 
Los antecedentes de la inmigración china a Mexicali iniciaron con el tratado de “Amistad y Comercio” entre México y China en el año de 1839. Fue a través de este tratado que a los chinos se les dieron los mismos derechos que a los mexicanos en territorio nacional. En ese tiempo, había menos de mil chinos en Baja California.
La atracción de inmigrantes chinos a Mexicali fue a causa del desarrollo agrícola del Valle de Mexicali a principios del siglo XX. Debido a que se requería mano de obra barata y un aumento demográfico en la región, se hicieron ajustes en la legislación para facilitar la admisión de los trabajadores chinos. Además de dedicarse al trabajo agrícola, ellos también desempeñaron tareas de construcción en las vías de ferrocarril en Baja California, las cuales eran de prioridad para el gobierno de Porfirio Díaz, el entonces presidente del país. 
Poco a poco, la población de orientales fue aumentando: a fines de la década de 1910, había alrededor de diez mil chinos en Mexicali. Ellos se fueron asentando en tierras mexicalenses y buscando mejores condiciones de vida, creando una variedad de negocios, entre ellos cafés, cantinas, lavanderías, zapaterías, tiendas de abarrotes, tiendas de ropa y restaurantes de comida china.
A principios de la década de 1920, se creó la algodonera La Mexican Chinese Ginning Company para dar servicio a los agricultores chinos. Esto provocó que varios de estos se asentaran cerca de su lugar de trabajo y se generara el barrio de La Chinesca.
Este lugar, ubicado en el centro de la ciudad, cercano a la frontera norteamericana, era un punto para realizar actividades financieras. Estaba organizado en varias asociaciones dependiendo del apellido, comercio, región de origen, etc. Después de que el presidente Lázaro Cárdenas (1934-1940) realizara el reparto agrario, se limitó a la población asiática a dedicarse solo a actividades comerciales y ya no a la siembra como lo habían hecho previamente. Esto influyó a la consolidación de los restaurantes de comida china.
El espacio de La Chinesca estaba formado por túneles subterráneos entrelazados que habían sido construidos por los chinos para protegerse del clima. Años después, comenzó a utilizarse para comunicarse ilegalmente con Calexico en Estados Unidos y realizar actividades prohibidas de manera oculta. Los negocios ilícitos incluían prostíbulos, casinos y fumadores de opio. Además, la ley seca en Estados Unidos propició el tráfico de bebidas alcohólicas.
En 1920 dominaba la población china en esta zona, sin embargo, ocurrieron grandes incendios en varias ocasiones, en 1923, y en las décadas de 1940 y 1960, los cuales afectaron a varios negocios, entre ellos, aquellos que se dedicaban a la comida china.
La comida china ha estado presente en el municipio de Mexicali desde 1923 con la apertura de los primeros casinos y bares. Sin embargo, con el establecimiento de La Chinesca, la comida china tomó popularidad entre la comunidad mexicalense. Debido a la modernización con las vías de comunicación y de traslación de personas, llegó a la ciudad un gran número de personas provenientes del resto del país. Esto ocasionó que los chinos crearan una versión adaptada de la comida que ofrecían, mezclando un poco su cocina tradicional con la regional.
El primer restaurante de comida china surgió en el año de 1927 y fue establecido en el callejón Chinesca. Este fue nombrado como No.19, debido al número del local en el cual estaba ubicado. Otros de los restaurantes con más antigüedad son San Fa Kui y Hop Lee.

## Gastronomía
La comida china de Mexicali es considerada como la tradicional comida china cantonesa fusionada con la comida mexicana. Sus sabores son fuertes, salados y en algunas ocasiones pueden llegar a percibirse hasta dulces o picantes. Los ingredientes principales que utiliza son la salsa de soya, la salsa de ostión y el frijolito negro. Los platillos más populares incluyen el arroz frito, el chop suey, la sopa wonton y el pato estilo Pekín, el cual es tradicionalmente preparado al cocerlo en vapor y después en un horno con carbón vegetal, cubierto con melaza para darle una textura crujiente a la piel; este es uno de los platillos favoritos de los mexicalenses. Otros platillos que también son del gusto de la gente son las carnitas coloradas, el pollo con piña, el arroz frito y los platillos de especialidad, como el pescado estilo chino al vapor con jengibre.
Este tipo de comida comprende una gran variedad de alimentos, tanto verduras como zanahoria, elotito, brócoli, quelite, cebolla ajo, cebollín y chícharo, como carnes, que son la res, el pollo, el pescado, el camarón, el pato y la perdiz. Cada una de estas carnes se preparan de manera distinta dependiendo del platillo, algunos incorporan sabores picantes, como la carne estilo mongol o sabores dulces, como el tradicional pollo con piña.
En los restaurantes de comida china se suele ordenar de un menú que se le entrega a cada comensal. En este menú se incluyen todos los platillos que tienen, así como bebidas, sopas, algunas especialidades y las órdenes de comida corrida. Estas son muy populares y consisten en porciones de seis a siete platillos diferentes, que comúnmente algunos de estos suelen ser sopa y arroz frito. Las comidas corridas, que hay entre cinco y seis variaciones diferentes, se piden de acuerdo al número de personas que la vayan a consumir. Es de dominio popular que las personas pidan menos raciones, ya que estas son muy abundantes.
Las porciones son muy bastas y es común que las personas pidan la comida que les sobró para llevársela a sus casas. Lo que caracteriza a la comida de estos restaurantes es que es considerada económica en comparación con otros, además de que rinde para muchas personas. Es por ello que son lugares a los que las personas acostumbran ir en grupos grandes de compañeros de trabajo o de familia.

## Controversia
La clausura de un restaurante de comida china en la ciudad de Tijuana en abril de 2015, después de haberse encontrado restos de carne de perro en su cocina, ocasionó que 300 restaurantes fueran supervisados a través de un operativo para verificar que todos cumplieran con los requisitos debidos.
Este suceso provocó disminución en las ventas de este tipo de restaurantes, no solo en Tijuana, sino también en las demás ciudades de Baja California. La economía en este sector gastronómico se encontró afectada, debido a que después de difundirse este acontecimiento, muchas personas optaron por dejar de consumir en estos restaurantes, ocasionando que bajaran las ventas de los restaurantes de comida china en Baja California un 65%.
En países de Occidente, como México, no forma parte de la cultura el consumo de carne de perro. Existe una relación sentimental de los occidentales con sus mascotas, el matar a un perro para consumirlo es visto como un acto de crueldad. Además, la misma cultura impone que el comer este tipo de carne es repugnante y va en contra de la norma social y moral.
En cambio, en el Oriente, la carne de perro es considerada como una fuente nutritiva de alimento y hasta tienen un festival dedicado a ello, el “Festival del Lichi y la Carne de Perro de Yulin”. El consumir esta carne forma parte de la tradición cultural de la región desde hace más de 7 mil años y empezó a raíz de las crisis económicas por las que pasó China en la guerra civil de Japón, debido a que es más económica y abundante.

## Tradición
Forma parte de la tradición mexicalense el reunirse con sus seres cercanos a la hora de la comida en los restaurantes de comida china. Especialmente los domingos es cuando las familias acostumbran juntarse para pasar un rato ameno. No es inusual que se consuma este tipo de comida acompañada de cerveza, aunque la bebida más común sea el té negro chino.
Los restaurantes de comida china también son punto de reunión para grupos de trabajadores de empresas, debido a que estos lugares suelen tener una amplia cantidad de espacios disponibles para grupos grandes y es económica para abastecer a tantas personas.
Es común que a los extranjeros o a la gente que viene de visita a la ciudad de Mexicali se le lleve a conocer y degustar esta gastronomía, debido a que es típica y representativa de la ciudad, además de que tiene fama de ser mejor que en otros lugares de la república.

## Turismo
En el Estado de Baja California, aquello a lo que se les exhorta a los turistas hacer es comer langosta con tortillas de harina y frijoles en Puerto Nuevo, visitar la Ruta del Vino, probar el pan dulce de Tecate, “caminar sobre el mar” en la marea baja de San Felipe y degustar la comida china de Mexicali.
La Secretaría de Turismo de Baja California considera a la comida china como una fortaleza que posee la ciudad de Mexicali ante los turistas. La comida china se posiciona como la gastronomía más popular y típica de la capital del Estado ante otras comidas como los tacos carne asada o los burritos de machaca; la comida china es primera opción para los turistas.